# Harald Karger
Harald Karger (Weilburg, 14 ottobre 1956) è un ex calciatore tedesco, di ruolo attaccante.

## Carriera
Ha militato per tre stagioni nell'Eintracht Francoforte, vincendo la Coppa UEFA 1979-1980, battendo nella doppia finale il Borussia Moenchengladbach (segnò una rete in occasione della sconfitta 3-2 dell'andata). Nel 1981 vinse la Coppa di Germania.
Successivamente ha giocato nelle categorie inferiori.

## Palmarès
- Coppa UEFA: 1

Eintracht Francoforte: 1979-1980
- Coppa di Germania: 1

Eintracht Francoforte: 1980-1981